# 托盧科維奇
49°43′14″N 23°6′6″E / 49.72056°N 23.10167°E
托盧科維奇（烏克蘭語：Толуковичі），是烏克蘭西部的村莊，隸屬利維夫州的亞沃里夫區。該村始建於1940年，面積0.19平方公里，海拔高度244米，2001年人口54，人口密度每平方公里278.35人。